# لیکر ایرویز (باهاما)
لیکر ایرویز (به انگلیسی: Laker Airways) یک شرکت هواپیمایی است که در تاریخ ۱۹۹۲ میلادی تأسیس شده‌است. دفتر مرکزی لیکر ایرویز در باهاما واقع شده‌است و قطب این شرکت هواپیمایی در فرودگاه بین‌المللی فورت لادرداله – هالی‌وود قرار دارد و به فرودگاه گاتویک، فرودگاه منچستر، فرودگاه گلاسگو پرستویک، فرودگاه بین‌المللی میامی، فرودگاه بین‌المللی سینسیناتی/کنتاکی شمالی، فرودگاه بین‌المللی رالیگ-دورهام، فرودگاه بین‌المللی ریچموند، فرودگاه بین‌المللی نشویل و فرودگاه بین‌المللی پالم بیچ پرواز مستقیم انجام می‌دهد.